# Castelo de Dagsbourg

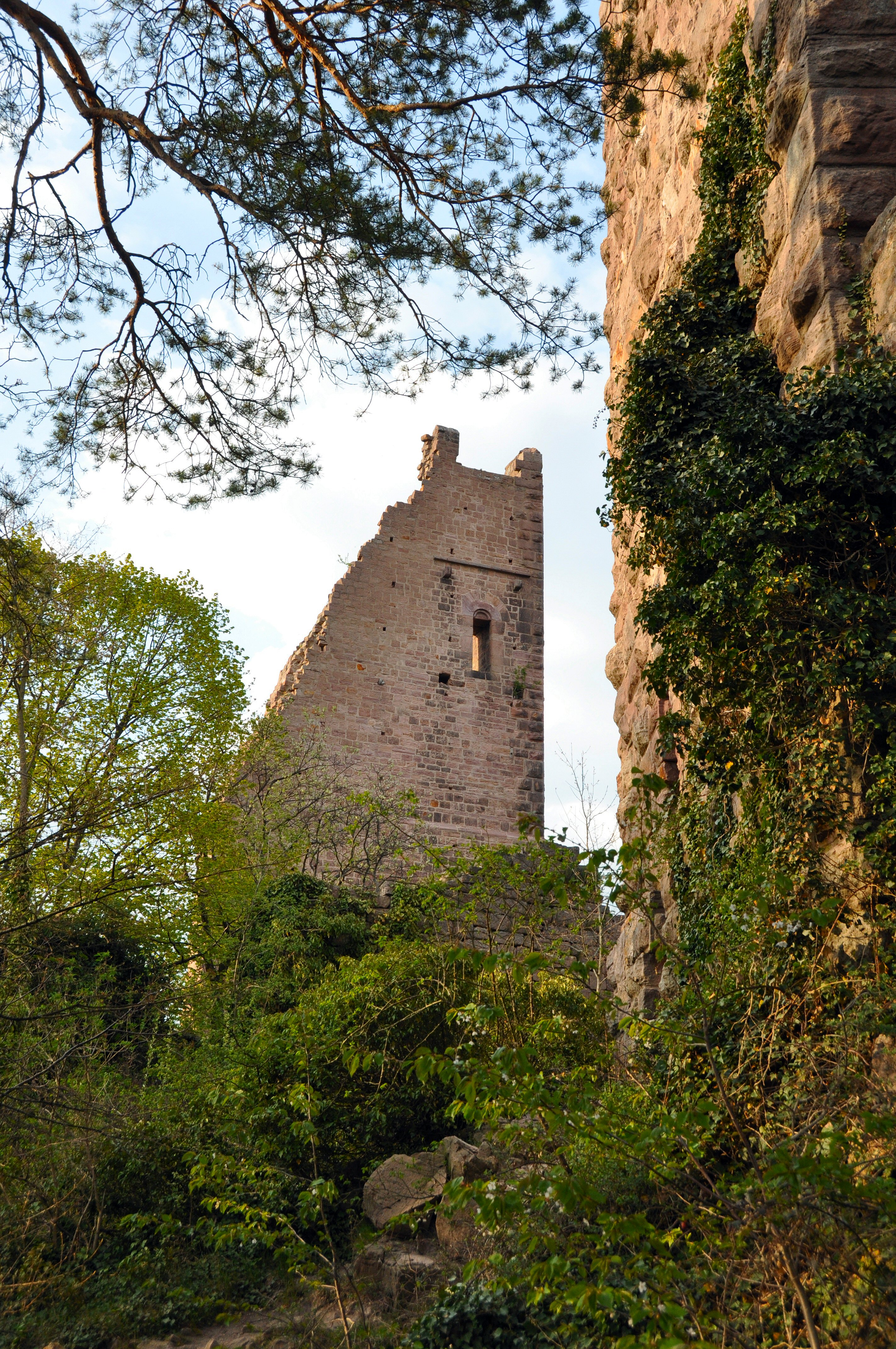
Ruínas do castelo perto de Colmar, França

O Château de Dagsbourg é um castelo em ruínas na comuna de Eguisheim, no departamento de Haut-Rhin, Alsácia, França. É classificado como um monumento histórico desde 1840.